# Rövidcopfos földigalamb
A rövidcopfos földigalamb (Geotrygon versicolor) a madarak osztályának galambalakúak (Columbiformes) rendjéhez és a galambfélék (Columbidae) családjához tartozó  faj.

## Rendszerezése
A fajt Frédéric de Lafresnaye francia ornitológus írta le 1846-ban, a Columbigallina nembe Columbigallina versicolor néven.

## Előfordulása
Jamaica területén honos. Természetes élőhelyei a szubtrópusi vagy trópusi síkvidéki és hegyi esőerdők.

## Megjelenése
Testhossza 27-31 centiméter, az átlagos testtömege 225 gramm.

## Életmódja
Tápláléka nagyrészt magvakból és gyümölcsökből áll, de gerincteleneket is fogyaszt.

## Természetvédelmi helyzete
Az elterjedési területe kicsi, egyedszáma viszont csökken. A Természetvédelmi Világszövetség Vörös listáján mérsékelten fenyegetett fenyegetett fajként szerepel.